# Châssis de fenêtre
Pour les articles homonymes, voir Châssis.

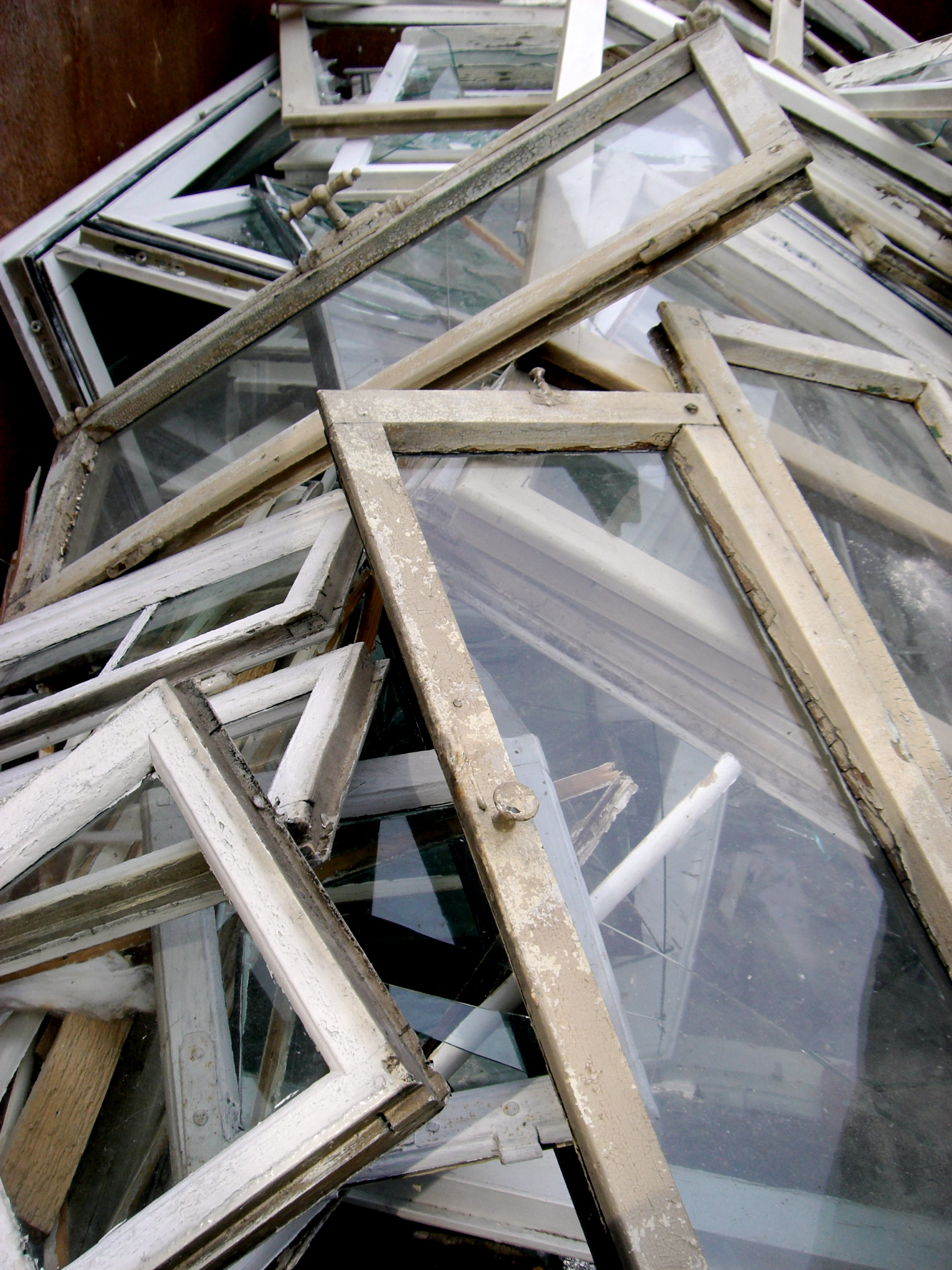
Vieux châssis en bois au rebut (Angleterre). Les châssis dans les constructions anciennes sont peu à même de réaliser l'isolation thermique du bâtiment, son isolation acoustique ou peuvent moins réaliser son étanchéité à l'humidité. Ils sont souvent remplacés. Certains pays ou municipalités ont pu accorder des primes pour remplacer les vieux châssis par des châssis performants mais polluants car en PVC ou aluminium.

Le châssis de fenêtre est, dans une fenêtre, le cadre rigide qui supporte le vitrage. Le châssis doit en outre permettre l'ouverture de la fenêtre, participe à l'isolation thermique, à l'isolation acoustique de l'ensemble fenêtre, contribue à la ventilation et à la sécurisation des locaux qu'il ferme.
Le châssis résulte d'une évolution qui a commencé au Moyen Âge et qui a pris un tournant décisif avec le premier choc pétrolier en 1973, lorsque le châssis a dû contribuer l'isolation thermique du bâtiment. Le châssis doit alors devenir de plus en plus étanche à l'air et, équipé de double vitrage, voire de triple vitrage, participer ainsi à l'isolation thermique globale du bâtiment.
Les châssis sont fabriqués principalement :
- en bois,
- en aluminium,
- en acier,
- en polychlorure de vinyle (PVC),
- en fibre de verre,
- en matériaux composites.

## Histoire

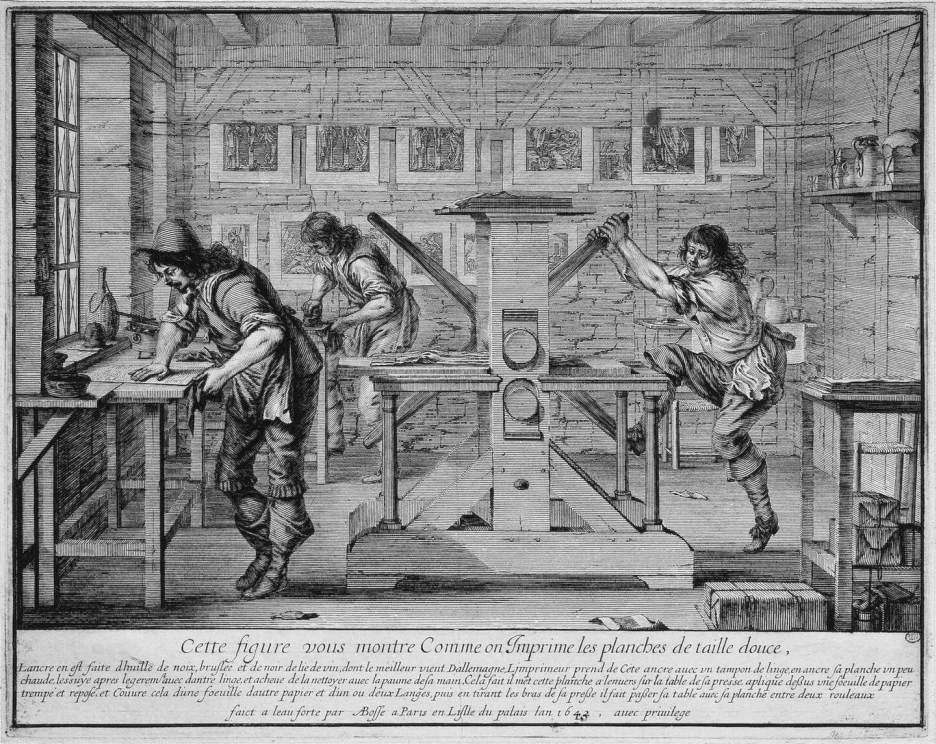
Gravure d'Abraham Bosse présentant un atelier de graveurs doté de châssis garnis de papier huilé.

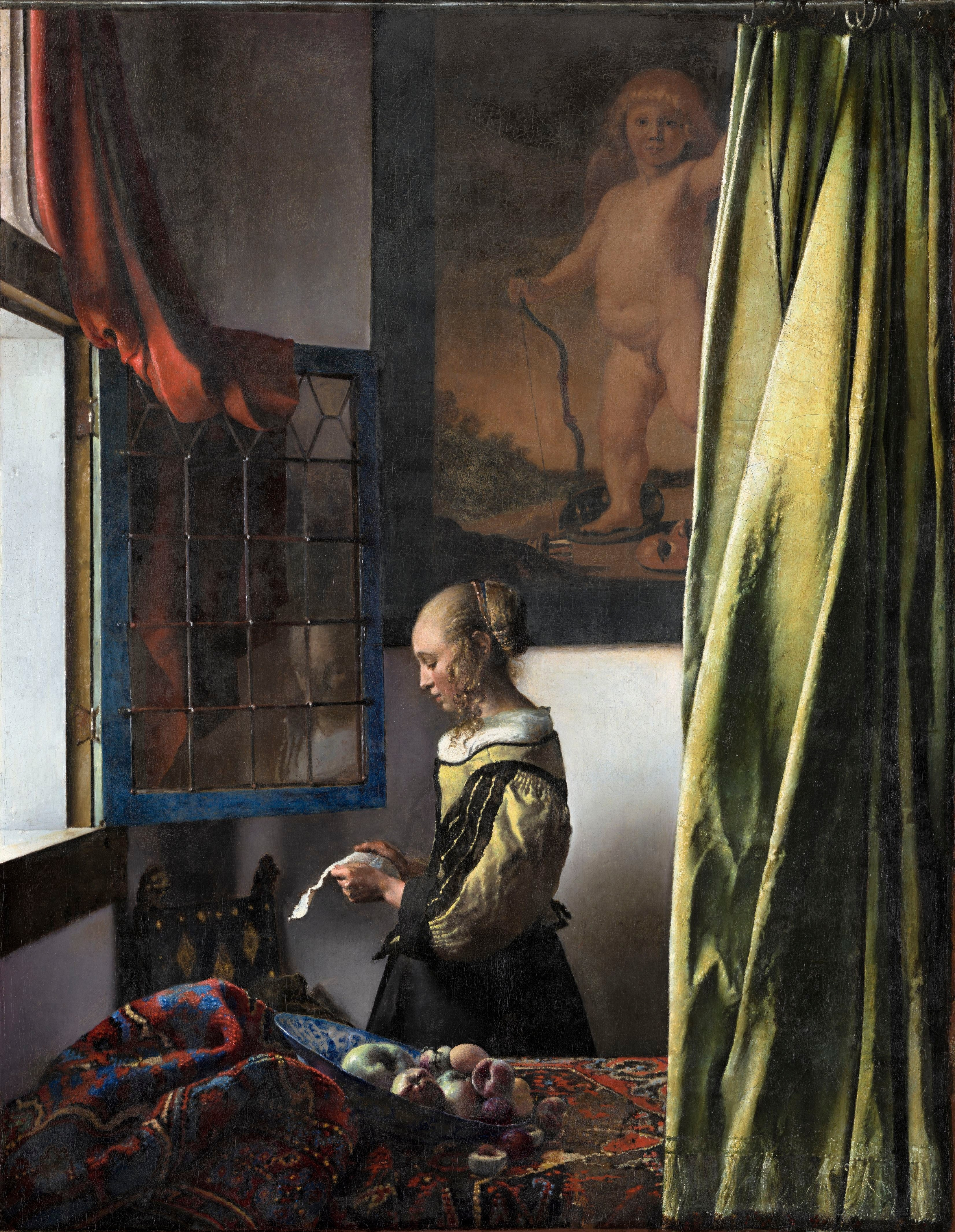
Johannes Vermeer, La Liseuse à la fenêtre, vers 1657-1659, Gemäldegalerie Alte Meister, Dresde.

La plupart des fenêtres chez les Romains ne sont pas vitrées. L'obturation de la fenêtre est obtenue par des claustras, des grilles, des volets. Lorsque les fenêtres sont « vitrées », c'est par des matières autres que le verre, matériau luxueux à l'époque et réservé à d'autres usages, sous forme de pâte de verre, dans les mosaïques par exemple. On relève donc l'usage de corne, de peau, de pierres spéculaires (lapis specularis), telle le mica, des pierres transparentes, ou bien des feuilles de marbres. 
L'usage courant du verre à vitre est attesté chez eux à partir de 60 après Jésus-Christ et même l'usage du double vitrage (caldarium des thermes suburbains d'Herculanum). Pour les petites fenêtres, les feuilles de verre sont scellées dans la maçonnerie. Pour les plus grandes, on relève l'usage de châssis en bois, en marbre ou en métal, et certains sont mobiles.
Mais le verre demeure pour les Romains une denrée rare, chère et ostentatoire, et donc son usage ne se généralisera qu'à partir du Moyen Âge et surtout de la Renaissance, période où l'art des vitriers et miroitiers acquiert ses lettres de noblesse. 
Les techniques du soufflage du verre ne permettent de réaliser que de faibles surfaces de verre, ce qui oblige à subdiviser la surface de jour d'une fenêtre en des surfaces moindres. Les fenêtres dans l’architecture religieuse médiévale réalisent cette performance par la subdivision à outrance de la baie et par l'usage des vitraux, constitués de pièces de verre assemblées par des baguettes de plomb. Les fenêtres médiévales n'utilisent pas d'autres moyens. Le matériau translucide peut aussi à cette époque être de l'albâtre, comme pour un exemple notable, l'abbaye de Casamari.

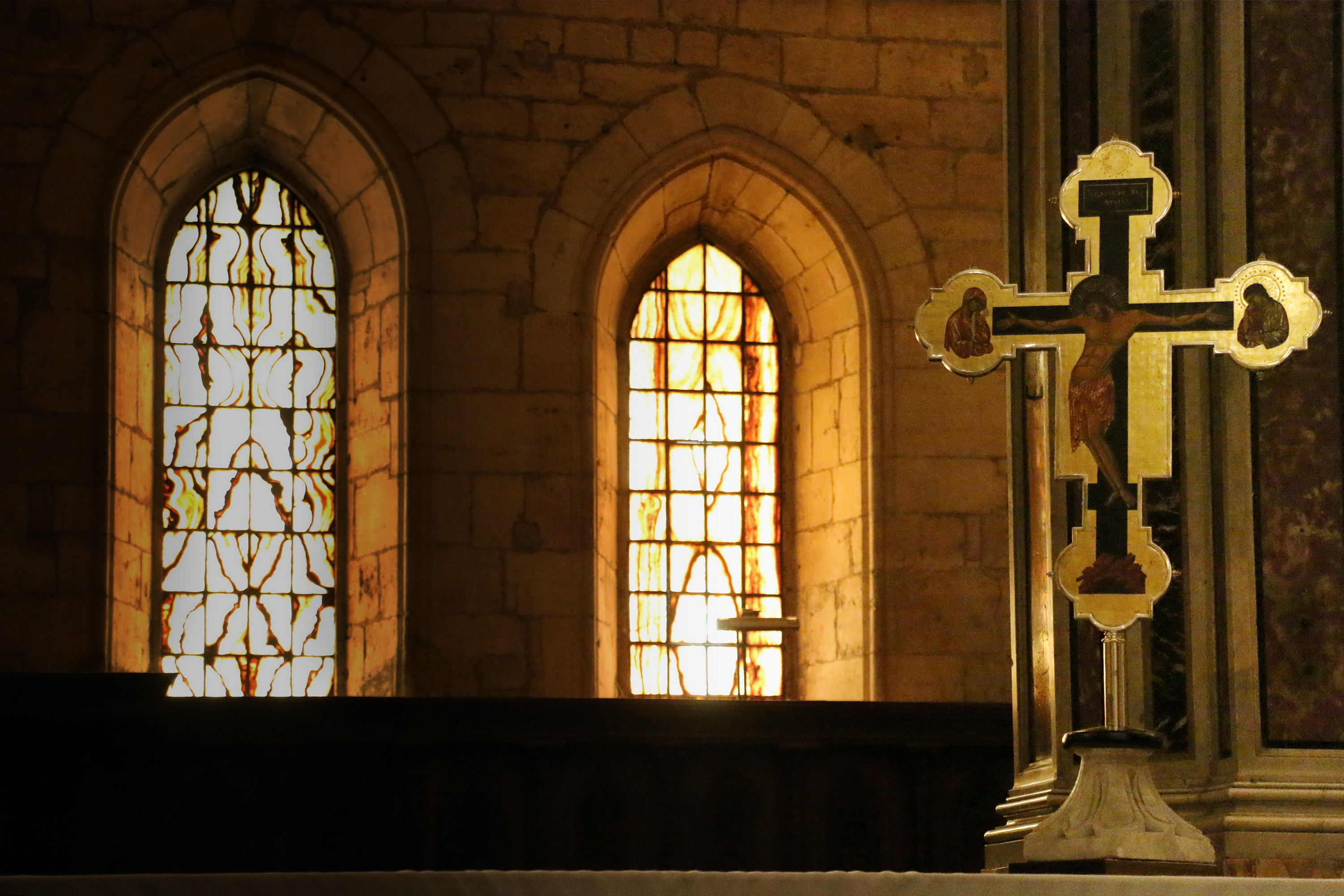
Utilisation de l'albâtre à l'abbaye de Casamari, monastère cistersien italien du XIIIe siècle, pour laisser passer la lumière.

Pendant la période de l'architecture romane, les baies de croisées n'étaient souvent fermées qu'avec des volets pendant la nuit et, pour obtenir du jour à l'intérieur des pièces, on laissait entrer l'air avec la lumière dans les appartements. Ces volets furent d'abord percés de petits ajours devant lesquels on tendait du parchemin ou du papier huilé d'ailleurs fort onéreux, voire un canevas (toile écrue, claire, de chanvre ou de lin, dont on se sert pour les ouvrages de tapisserie, éventuellement passée à la cire blanche, à la résine ou à la térébenthine), de la vessie de porc traitée, ou encore on incrustait des morceaux de verre pas encore totalement translucides mais qui protégeaient plus efficacement du froid et laissaient passer davantage de lumière directe que les matériaux précédents. « Cet usage se conserva longtemps parmi les populations du Centre et du Midi de la France ; mais dans le Nord, la rigueur du climat et l'insuffisance de la lumière extérieure obligèrent les habitants des villes et châteaux à faire de véritables châssis propres à recevoir une surface étendue de vitraux ou de parchemin. »

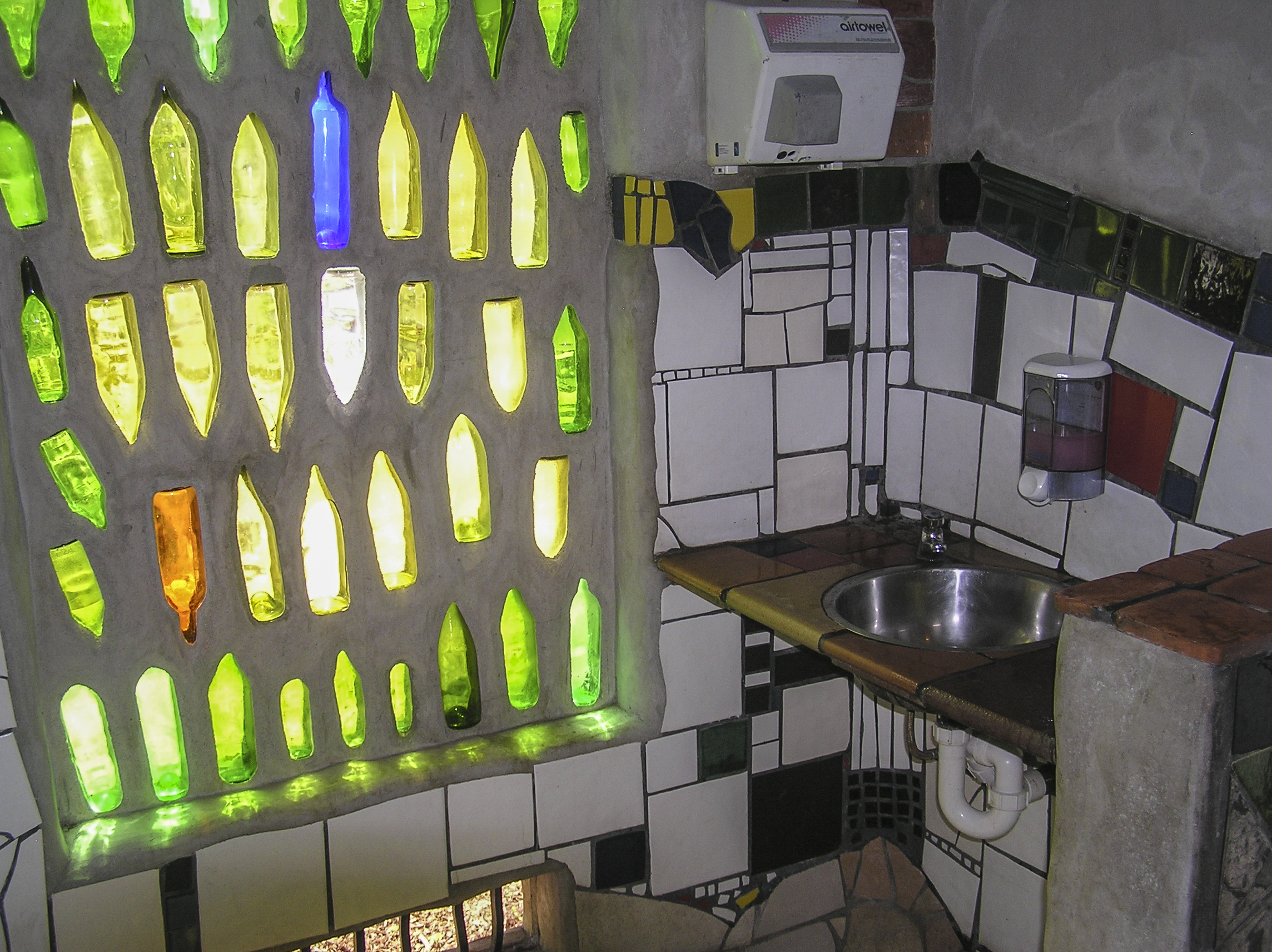
Utilisation de bouteilles de verre pour une fenêtre de toilettes publiques, Nouvelle-Zélande, ville de Kawakawa.

Les techniques anciennes d'utilisation parcimonieuse du verre ont pu se retrouver utilisées dans l'architecture contemporaine, comme à Kawakawa en Nouvelle-Zélande pour les toilettes publiques.  
Il reste très peu de vestiges de châssis antérieurs au XIIIe siècle, date où l'art de la menuiserie prend son essor avant d’atteindre des sommets artistiques au XIVe siècle et au XVe siècle. Le matériau utilisé est le chêne, employé parfaitement sec, ce qui a assuré une stabilité parfaite au châssis de cette époque. 
Dans la fenêtre à croisée qui apparaît en Europe occidentale à partir du XIVe siècle, la baie carrée ou rectangle est divisée par des meneaux et traverses ayant la forme d'une croix latine. Le mot « croisée » est ensuite employé dans le langage ordinaire pour indiquer une fenêtre et il est généralement regardé comme en étant synonyme : la fenêtre et la croisée sont des ouvertures pratiquées dans les murs d'un édifice pour laisser pénétrer le jour à l'intérieur mais l'une n'est qu'une variété de l'autre. Fenêtre est le mot générique, croisée le nom appliqué à une espèce du genre. Au XIXe siècle, le terme « croisée » survit aussi pour désigner la « fermeture », soit le châssis de fenêtre, à l’exclusion des châssis de baie de porte qui sont désignés par « porte » et des bâtis dont l'intérieur n'est pas rempli de panneaux qui sont désignés par « châssis ». Le terme croisée tombe par la suite en désuétude sauf pour désigner les fenêtres à croisées originales.
Les meneaux et les traverses persistent dans les fenêtres de l'architecture civile française jusqu'au commencement du XVIIe siècle, parce que jusqu'alors les croisées s'ouvraient par petites parties, et qu'on ne supposait pas qu'il fût commode de manœuvrer des châssis et des volets de trois mètres de hauteur. « Ducerceau nous montre encore les fenêtres du Louvre, de François Ier et de Henri II, avec des meneaux de pierre. Des meneaux garnissent également les baies du palais des Tuileries. »
La forme de la croisée médiévale se prolonge dans la forme des premiers châssis. D'après Viollet-le-Duc, la suppression des meneaux et traverses de la croisée originale, reconnus nécessaires jusque sous le règne de Louis XIV, a changé complètement le caractère de cette architecture en lui retirant son échelle ; les croisées de menuiserie n'ont pas l'aspect monumental des meneaux de pierre, sans pour cela donner plus de jour à l'intérieur des appartements.

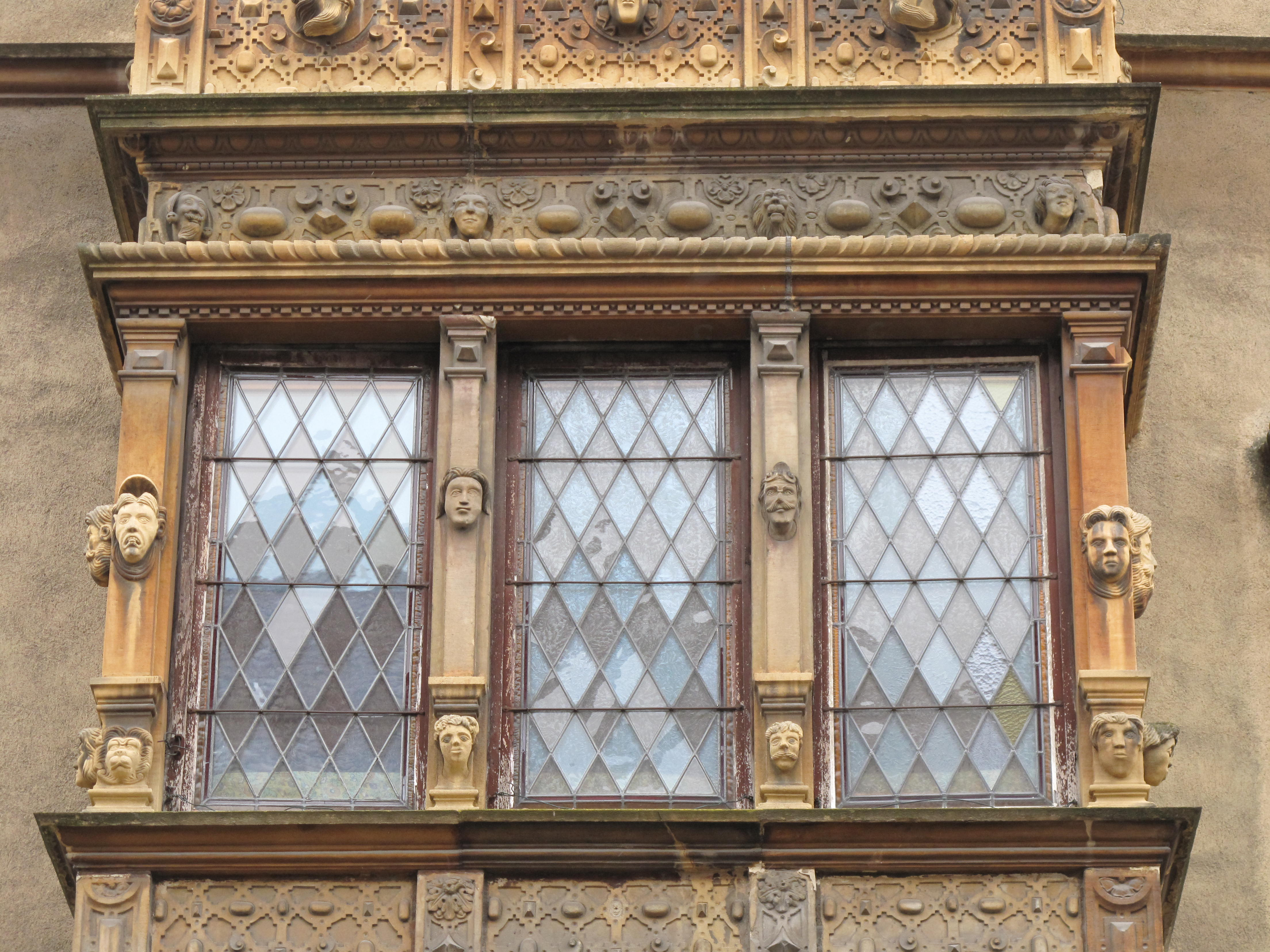
Fenêtre de la Maison des Têtes de Colmar, 1609. Verres losangés obtenus par soufflage en couronne, la méthode dite « normande ».

La fenêtre à meneau ou fenêtre à la française reçoit progressivement, dans chacun de ses compartiments, une feuille de verre qui remplace les papiers huilés ou toiles de lin qui s'étaient répandus au XVIe siècle dans les villes de France. Ce remplacement progressif est dû à la diffusion du verre plat obtenu soit selon la méthode normande par soufflage, formant des disques de taille limitée, soit la méthode lorraine par aplatissement en table d'un manchon cylindrique soufflé. Le verre normand l'emporte à partir de 1630, imposant une vitrerie losangée mise en plomb dans des panneaux démontables.
À partir de 1640, les bâtiments s'équipent de châssis ouvrants, plus solides, plus étanches et moins lourds et qui sont équipés de systèmes de fiches à broches qui permettent le démontage des panneaux pour nettoyage.
À partir de 1700, la fenêtre à deux vantaux et à recouvrement s'impose avec de nouveaux systèmes de fermeture. L'espagnolette remplace le verrou à ressort. Les développements de l'industrie verrière permettent l’avènement de fenêtres à grands carreaux à partir du milieu du XVIIIe siècle, fixés au mastic. Il n'y eut plus alors de mutation de la fenêtre jusqu'à l'avènement de la menuiserie métallique.
La mise en œuvre des châssis est réalisée par les menuisiers. Celles des vitres est le fait des vitriers et miroitiers.
Au début du XXe siècle, la vitrerie subit la concurrence de la serrurerie. Les serruriers fournissent les premiers châssis en aluminium et ne se fournissent pas chez les vitriers, ce qui oblige les vitriers à s'occuper également de la fabrication et de la commercialisation des châssis en aluminium.
En 1975, seul l'aluminium en plus du bois est utilisé. En 1985, apparaît l'aluminium à rupture de pont thermique, en 1990, le PVC, en 1995, les châssis en acier à coupure thermique.

## Fonctions
Le châssis assure une fonction:
- d'isolation thermique ;
- d'isolation acoustique ;
- de résistance au vent ;
- de protection contre les intrusions.

## Typologie

### Les châssis ouvrants
Les châssis ouvrants se répartissent en :
les châssis à pivot vertical:
- châssis à vantaux ouvrants ; fenêtre à la française, à l'anglaise, pivotant simple

les châssis à pivot horizontal:
- châssis oscillo-battant ;
- châssis basculant ;
- châssis projetant vers l'extérieur ;
- châssis pivotant et basculant ;

les châssis coulissants:
- châssis levant coulissant ;
- châssis basculant-coulissant ;

les châssis oblique inclinés ;

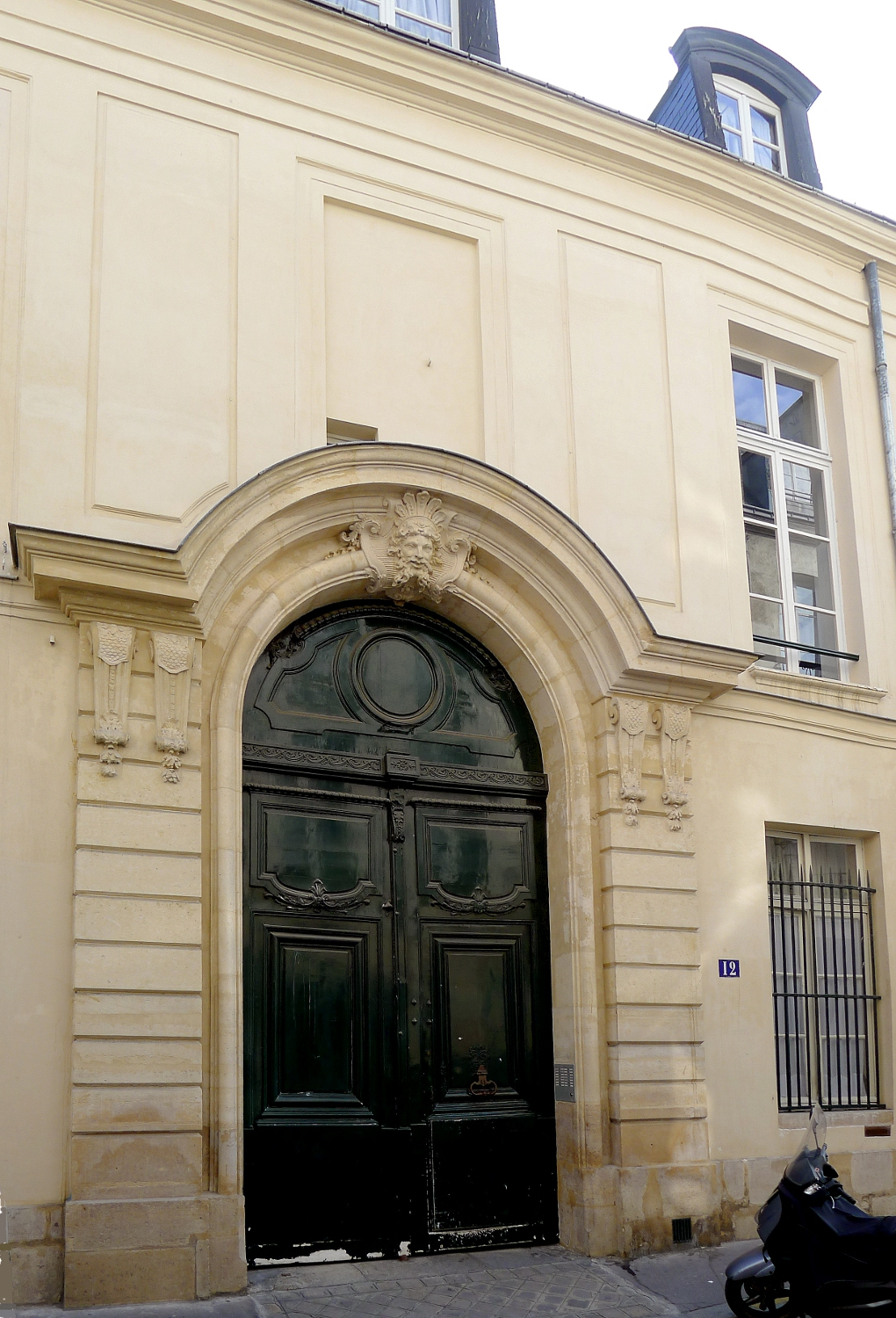
Ensemble composé de châssis : partie haute et partie basse - hôtel de la Brinvilliers, rue Charles V, Paris IV°, monument historique (appelé aussi hôtel d'Aubray)

les ensembles composés de châssis (voir illustration façade de l'hôtel de Marie-Madeleine Dreux d'Aubray - Brinvilliers à Paris)

## Composition
- Dormant, ouvrant et pareclose
- les charnières et paumelles
- Simple double ou triple vitrage
- Joint d'étanchéité en caoutchouc ou au mastic
- pattes de fixation au gros-œuvre

## Les châssis en bois
Le bois est le matériau original des châssis. Il est encore très largement utilisé en face de ses concurrents plus récents. On apprécie ses qualités esthétiques, ses qualités d'isolant thermique, sa bonne usinabilité qui permet de réaliser des profils variés et à façon. Toutefois le bois peut avoir quelques inconvénients. Lorsqu'il est soumis à l'humidité, il est susceptible de se travailler et de se déformer. Le bois doit subir un traitement de préservation et doit être recouvert de peintures et de lasures.
Les premiers châssis étaient fabriqués avec des espèces locales de bois : chêne, châtaignier commun, pin (plante) tel le Pin laricio de Corse, etc. 
À ces espèces locales sont venus s'ajouter des bois exotiques qui soulèvent cependant des questions éthiques.
Les essences de bois peuvent se classer par couleur:
- Couleur claire: (oregon pine ou douglas ( Pseudotsuga menziesii), Pitch-Pine (Pin rigide), sapin du Nord ou PNG (Pinus sylvestris)
- Rouge-brun: Afzelia (Afzelia bipindensis), Dark Red Meranti (shorea) spp., Sipo (Entandrophragma utile)
- Brun: Iroko ou Kambala (Milicia excelsa), Merbau (Intsia spp.), Padouk (Pterocarpus soyauxii)

Les essences de bois peuvent être rangées par classe de durabilité:
- Padouk: bois très dur de classe IV
- Epicea: bois très tendre de classe I

Les essences de bois peuvent être identifiées selon des classes de préservation:
- Padouk: Classe 3, pas de produit de préservation nécessaire
- Epicea: Classe 1, préservation en profondeur souhaitable

Les autres critères sont la masse volumique et la rigidité.

Les châssis traditionnels en bois pouvaient ne comporter aucun élément métallique (excepté les gonds) en étant dotés de système de coincement en bois. Il s’agissait d’une barre verticale fixée sur un axe, qui en basculant permettait la libération des deux battants, donc l’ouverture.
Composition
| 1. Dormant 2. Ouvrant 3. Parclose 4. Double vitrage 5. Espaceur 6. Joint d'étanchéité au mastic 7. Écarteur 8. Cale et Drainage de la feuillure 9. Conduit de drainage 10. Casse-goutte 11. Première frappe et Chambre de décompression 12. Joint préformé continu et deuxième frappe 13. Chambre pour quincaillerie 14. Troisième frappe 15. Conduit de drainage 16. Tablette | Châssis en bois |

## Les châssis en PVC

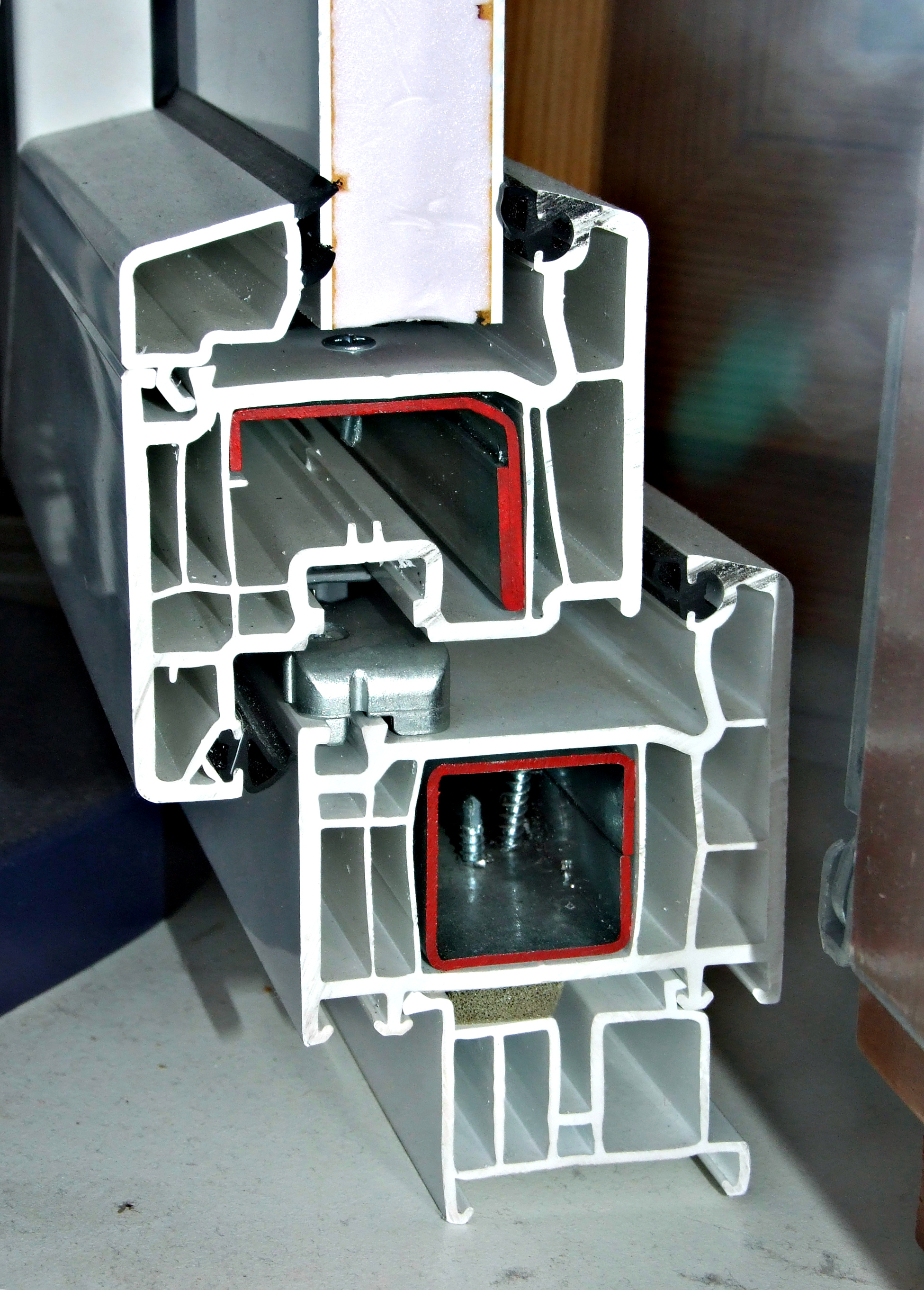
Profil PVC

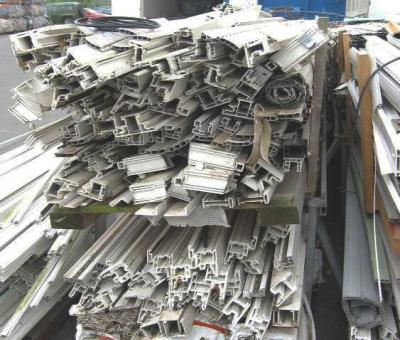
Profils PVC au rebut